# Реджинальд Фессенден
Ре́джінальд О́брі Фе́ссенден (англ. Reginald Aubrey Fessenden; 6 жовтня 1866, Іст Болтон, Квебек — 22 липня 1932, Бермудські острови) — канадський винахідник, фізик, найбільш відомий завдяки роботі з започаткування радіомовлення.
Найважливіші його досягнення:
- 1900 перша передача голосу по радіо
- 1906 перша двостороння радіопередача через Атлантику
- 24 грудня 1906 перша розважальна та музична передача радіомовлення

Він є другою людиною, після Томаса Едісона, за кількістю зареєстрованих патентів.

## Біографія
Реджинальд Обрі Фессенден народився 6 жовтня 1866 року в Іст Болтоні, провінція Квебек, Канада. Він був старшим з чотирьох дітей в сім'ї Джозефа Еліша Фессендена та Клементіни Тренхольм Фессенден. Джозеф Фессенден був священником англіканської церкви в Канаді, та протягом багатьох років сім'я переїжджала з місця на місце по провінції Онтаріо. Підростаючи, Реджинальд став взірцевим учнем. У 1877 році у віці одинадцяти років він почав відвідувати заняття в Триніті-коледжі в Порт-Хоуп, Онтаріо, та вчився там два роки. Коли йому було чотирнадцять років, коледж Бішопа в Ленноксвіллі запропонував Реджинальду посаду вчителя з математики. Того часу коледж Бішопа був школою при університеті Бішопа, розташовувався на тій же території та в тих же будівлях. У червні 1878 року в школі навчалось 43 хлопчики. Таким чином, хоча Фессенден був ще підлітком, він вже викладав математику для маленьких дітей в школі, одночасно сам навчаючись зі студентами в університеті Бішопа. Загальне число тих що навчаються в університеті в 1883—1884 навчальному році було двадцять п'ять студентів (все чоловічої статі). У віці вісімнадцяти років Фессенден залишив університет без присудження ступеня, хоча він зробив практично всі необхідні роботи. Через відсутність ступеня Фессенден постраждав пізніше при влаштуванні на роботу. Коли в Університеті Мак-Гілла в США було створено електротехнічне відділення, Фессендена не затвердили на посаду голова відділення, віддав перевагу американському колезі зі ступенем.
Наступні два роки він працював як головний та єдиний учитель в інституті Вітні на Бермудських островах. У цей час він був заручений з Хелен Тротт. Вони одружились у вересні 1890 році, а пізніше в них народився син — Реджинальд Кеннеллі Фессенден.
Класична освіта Фессендена не дала йому достатнього обсягу наукової та технічної підготовки. Зацікавлений у підвищенні своєї кваліфікації в області електротехніки, він переїхав в 1886 році в Нью-Йорк, в надії отримати роботу у відомого винахідника Томаса Едісона. Як потім Фессенден розповідав у своїй автобіографії, з першої спроби він отримав відмову, на його слова в заяві: «Не знаю нічого про електрику, але швидко навчаюсь», Едісон відповів: «У мене досить людей, які нічого не розуміють в електриці». Однак Фессенден проявив настирність, та до кінця року був найнятий на посаду помічника випробувача на машинобудівний завод Едісона, який виробляв обладнання для прокладки підземних електричних мереж. Він швидко довів свою цінність та отримав ряд підвищень з переводом на відповідальнішу роботу. Наприкінці 1886 року Фессенден почав працювати безпосередньо під керівництвом Едісона в новій дослідній лабораторії в Західному Оранджі, штат Нью-Джерсі. Тематика проєктів була широкою, потрібно було знаходити розв'язання проблем в галузі хімії, металургії та електрики. Тем не менш, у 1890 році, зіштовхнувшись з фінансовими проблемами, Едісон вимушений був звільнити більшість працівників лабораторії, в тому числі Фессендена.
Зі своїм багатим практичним досвідом Фессендену не склало праці знайти роботу в ряді компаній-виробників, а в 1892 році він був призначений професором у недавно створений відділ електротехніки в університеті Пердью (Purdue) в Західному Лафайєті, штат Індіана, завдяки тому, що він допоміг корпорації «Вестінгауз» встановити освітлення на Всесвітній Виставці в Чикаго. Невдовзі після цього Джордж Вестінгауз сам найняв Фессендена на знову створену посаду голови електротехнічного відділу Західного Університету Пенсильванії, сучасний університет Пітсбурга.

## Праця

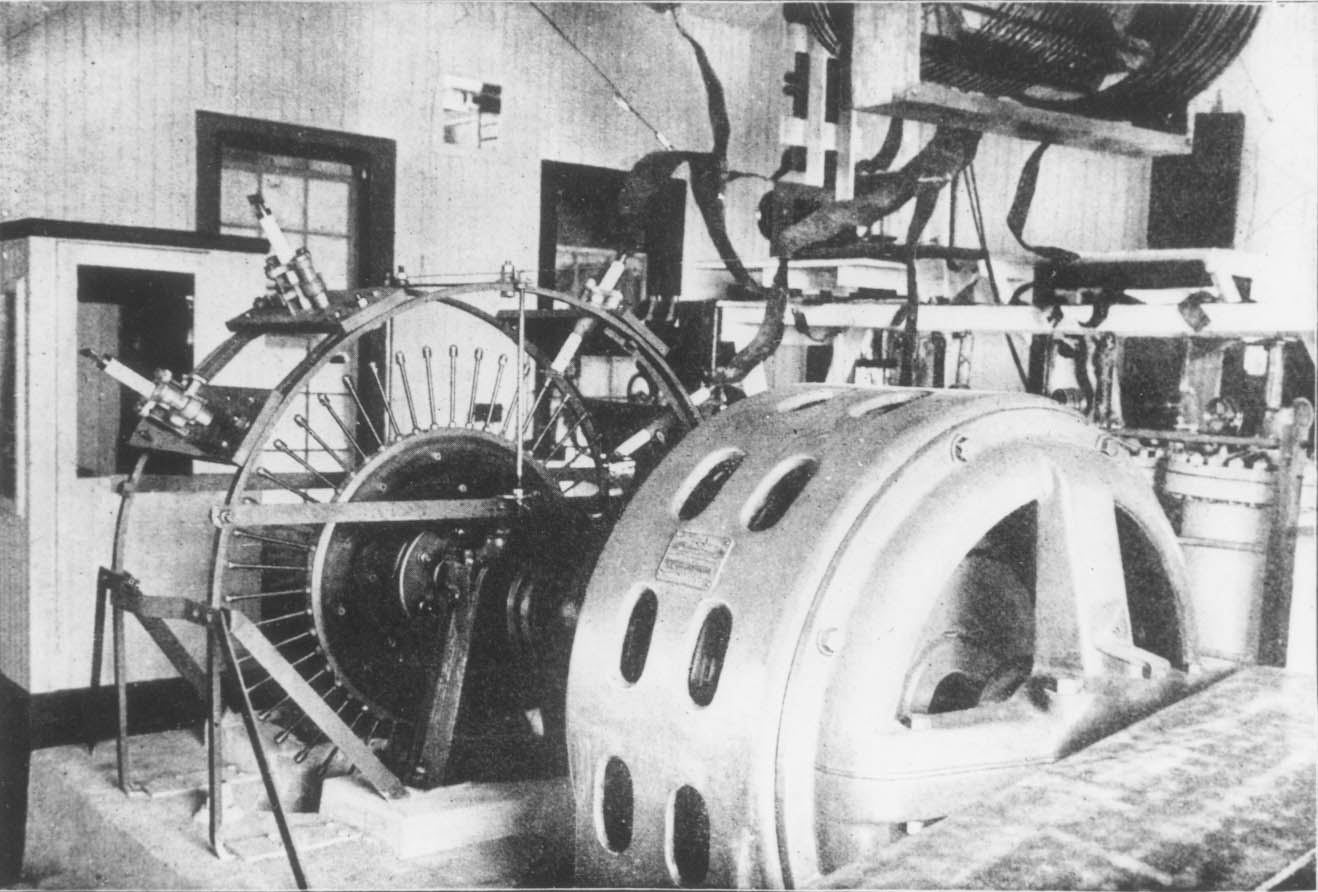
Трансміттер. 1906

Наприкінці 1890-х років у ЗМІ з'явилися повідомлення про успіхи Гульєльмо Марконі в розробці практичних радіоприймачів та передавачів. Фессенден вирішив теж поекспериментувати в цій області, та невдовзі прийшов до висновку, що він може розробити більш ефективну систему, чим передавач на іскровому розряднику в поєднанні з приймачем типу когерер, за які боролись Олівер Лодж та Марконі.